# Pascal Fischer
Pascal Fischer (* 8. November 1999) ist ein österreichischer Fußballspieler.

## Karriere
Fischer begann seine Karriere beim SC Ortmann. Im Dezember 2008 kam er in die Jugend des SK Rapid Wien. Zur Saison 2014/15 wechselte er in die Jugend des SC Wiener Neustadt. Zur Saison 2016/17 rückte er in den Kader der fünftklassigen Amateure von Wiener Neustadt.
Im April 2017 stand er gegen den FC Blau-Weiß Linz erstmals im Profikader, kam jedoch zu keinem Einsatz. Mit den Amateuren stieg er 2018 in die Gebietsliga ab. Daraufhin wechselte er zur Saison 2018/19 zum viertklassigen USV Scheiblingkirchen-Warth. In jener Saison absolvierte er 29 Spiele in der Landesliga, in denen er ein Tor erzielte.
Zur Saison 2019/20 wechselte er zum Zweitligisten Floridsdorfer AC. Sein Debüt in der 2. Liga gab er im August 2019, als er am dritten Spieltag jener Saison gegen den FC Wacker Innsbruck in der 86. Minute für Osarenren Okungbowa eingewechselt wurde. Bis Saisonende kam er zu zwölf Einsätzen für die Wiener. Nach der Saison 2019/20 verließ er den Verein.
Daraufhin wechselte er zur Saison 2020/21 zum Ligakonkurrenten SK Vorwärts Steyr, bei dem er einen bis Juni 2022 laufenden Vertrag erhielt. Nach zwei Spielzeiten in Steyr verließ er den Verein nach der Saison 2021/22 nach seinem Vertragsende nach 39 Zweitligaeinsätzen und kehrte zum Regionalligisten Wiener Neustadt zurück.